# Burgerforum Kiesstelsel
Het Burgerforum Kiesstelsel was een groep van 140 onafhankelijke mensen afkomstig uit heel Nederland. Zij kregen de opdracht om uit te zoeken wat het beste kiesstelsel is voor Nederland. In november 2006 werd het advies van het Burgerforum bekend. In april 2008 liet het kabinet-Balkenende IV weten de adviezen van het Burgerforum niet over te nemen.
Eind 2018 adviseerde de staatscommissie parlementair stelsel in haar rapport "Lage drempels, hoge dijken" voor invoering van het kiesstelsel van het Burgerforum Kiesstelsel. Het wetsvoorstel Burgerforum kiesstelsel ging in december 2020 in consultatie.

## Totstandkoming Burgerforum
Op initiatief van minister voor Bestuurlijke Vernieuwing, Alexander Pechtold, vroeg het kabinet aan het Burgerforum om uit te zoeken ‘wat de beste manier is om de Tweede Kamer te kiezen in de toekomst’. Jacobine Geel werd benoemd als voorzitter.
Het Burgerforum Kiesstelsel was samengesteld uit 140 kiesgerechtigde Nederlanders. Alle Nederlandse provincies waren evenredig vertegenwoordigd. Verder deden evenveel mannen als vrouwen mee aan het project. 
50.000 willekeurig geselecteerde Nederlandse kiesgerechtigden kregen begin februari 2006 een uitnodiging om mee te doen. Ongeveer 4000 mensen (bijna 8%) reageerden op deze uitnodiging, waarvan 1700 mensen zich na een informatiebijeenkomst kandidaat stelden voor het Burgerforum. Uiteindelijk zijn er 140 personen tijdens een live internetuitzending en onder toeziend oog van een notaris ingeloot voor het Burgerforum.
De kracht van een burgerforum is dat de besluiten gemotiveerd genomen worden op basis van kennis. De stem van de kiezer beperkt zich niet tot een ongenuanceerd en ongemotiveerd 'ja' of 'nee'.

## Werkwijze
Het Burgerforum kwam in totaal tien weekenden bij elkaar voor scholing, discussie en overleg. Op 24 maart 2006 is het Burgerforum Kiesstelsel officieel geïnstalleerd. 
Tijdens dit eerste weekend startte het Burgerforum met de scholingsfase over de kenmerken en mogelijke gevolgen van kiesstelsels.
Vanaf 23 mei gingen de Burgerforumleden het land in om de meningen van andere Nederlanders te peilen, de zogeheten consultatiefase. Er waren 12 regionale debatbijeenkomsten georganiseerd en één themabijeenkomst voor ‘nieuwe kiezers’. Tevens organiseerden een aantal Burgerforumleden nog een debatbijeenkomst in hun eigen woonplaats. De Burgerforumleden konden zo kennisnemen van wat hun medeburgers dachten over de manier waarop zij vertegenwoordigd worden.
Na het zomerreces waarin een flink aantal kiesstelsels werd ontworpen, kwam het Burgerforum op 1 september weer bij elkaar om te beginnen aan de laatste fase, de besluitvormingsfase. Het Burgerforum besloot dat het met één advies naar buiten wilde komen. In de laatste vier weekenden besloten de leden welke kiesstelselvariant zij uiteindelijk in hun advies wilden opnemen. Eén kiesstelsel bleek uiteindelijk op de steun van de overgrote meerderheid te kunnen rekenen. Het Burgerforum adviseerde een stelsel van evenredige vertegenwoordiging in te voeren dat de kiezer de keuze geeft óf een stem op een partij óf een stem op een persoon uit te brengen. Op 14 december heeft voorzitter Jacobine Geel het eindadvies officieel aangeboden aan de minister voor Bestuurlijke Vernieuwing en Koninkrijksrelaties, Atzo Nicolaï, in het Lucent Danstheater in Den Haag.

## Advies: Stemmen op partij óf persoon
In november 2006 werd het advies bekend: Het Burgerforum wil de kiezer meer invloed geven op de samenstelling van de volksvertegenwoordiging in de Tweede Kamer door een hybride lijst in te voeren. Daarnaast blijft het stelsel eenvoudig en begrijpelijk en de evenredigheid gehandhaafd. 
Het Burgerforum stelt voor om de kiezer te laten stemmen op een partij óf op een persoon. Bij een keuze voor de partij stemt de kiezer in met de lijst zoals de desbetreffende partij deze heeft vastgesteld. Als een kiezer besluit zijn stem toe te kennen aan een persoon (omdat deze bijvoorbeeld een sterke persoonlijkheid heeft, specialist is in een bepaald onderwerp of uit een bepaalde regio komt), vergroot dit zijn kans om daadwerkelijk in de Tweede Kamer te komen. Voorkeurstemmen krijgen een groter gewicht dan op dit moment het geval is (er is geen voorkeurdrempel).
Hoe de kiezer ook kiest, in dit stelsel is het niet langer de partij, maar de kiezer die de samenstelling van de volksvertegenwoordiging bepaalt.
Omdat de kiezer meer invloed krijgt op de samenstelling van de Tweede Kamer gaat het Burgerforum ervan uit dat dit ertoe leidt dat Kamerleden zich meer dan nu zullen richten op de kiezers. Met dit stelsel geeft het Burgerforum ruimte aan individuele (kandidaat-)Kamerleden om zich te profileren, zonder dat afbreuk wordt gedaan aan de belangrijke verbindende rol van politieke partijen.

### Rekenvoorbeeld
Een rekenvoorbeeld hoe het stelsel werkt: 
Gesteld dat een partij 20 zetels heeft behaald. Van de kiezers heeft 40% op de partij gestemd en 60% op een persoon. Van de 20 zetels zijn dus acht zetels behaald via de partijstemmen (namelijk 40% van 20 zetels) en twaalf zetels via de voorkeurstemmen (namelijk 60% van 20 zetels). Als eerste worden de acht zetels op basis van de partijstemmen aan kandidaten toegewezen in de volgorde van de lijst. De eerste acht kandidaten van de lijst krijgen dus een zetel, ongeacht het aantal voorkeurstemmen dat zij hebben behaald. De resterende kandidaten van de lijst worden in volgorde geplaatst van het aantal voorkeurstemmen dat zij hebben gekregen. De eerste twaalf van deze kandidaten worden vervolgens verkozen verklaard. Let op: er geldt geen voorkeurdrempel.

## Ongevraagde adviezen
Verder heeft het Burgerforum een aantal ongevraagde adviezen uitgebracht omdat het forum heeft geconstateerd dat er een gebrek is aan vertrouwen in de politiek. Alleen het verbeteren van het kiesstelsel is niet genoeg om dit vertrouwen te herstellen. De vijf ongevraagde adviezen aan het kabinet zijn:
Een appèl op afgesplitste Kamerledenom hun zetel terug te geven aan de partij waarvoor zij aanvankelijk in de Kamer zijn gekomen. Dit omdat afsplitsers in alle gevallen op basis van het verkiezingsprogramma van de partij in de Kamer gekozen zijn.
Oproep aan zogeheten 'lijstduwers'Deze lijstduwers als stemmentrekkers moeten alleen op de lijst gaan staan als zij daadwerkelijk van plan zijn eventueel Tweede Kamerlid te worden. Uit bijeenkomsten die het Burgerforum door heel Nederland organiseerde, bleek dat veel Nederlanders zich storen aan deze vorm van ‘kiezersbedrog’.
Meer aandacht voor staatsinrichting in het onderwijsOm vertrouwen tussen politiek en de 'burger'te herstellen, is het Burgerforum van mening dat ook de burger een stap in de goede richting kan zetten om tot een beter begrip tussen politici en de bevolking te komen. Meer onderwijs en kennis over politiek en openbaar bestuur zal hier aan bijdragen. De aandacht moet daarbij niet alleen gericht zijn op het leren van feiten, maar vooral ook op hoe democratie in de praktijk werkt en hoe je zelf als burger een bijdrage kunt leveren.
Stemmen makkelijker makendoor de kiezer in de gelegenheid te stellen een stem uit te brengen in een stemlokaal naar voorkeur. Bijvoorbeeld omdat het lokaal zich dicht bij de school van de kinderen of bij het werk bevindt.
Vaker gebruikmaken van BurgerforaBurgerfora passen goed in de Nederlandse overlegdemocratie. De meerwaarde van een burgerforum is dat burgers via discussie en dialoog een politiek onafhankelijk oordeel kunnen vellen over een bepaald onderwerp. Zij vormen hun oordeel in de loop van een intensief proces van scholing en onderling overleg. Een groep burgers, die een dwarsdoorsnede van de samenleving vormt, kan in dat geval tot verfrissende nieuwe inzichten komen. Het Burgerforum Kiesstelsel toont aan dat dit instrument werkt. Het Burgerforum is er immers in geslaagd te presteren wat Haagse politici al tientallen jaren niet lukt: het komen tot één advies over het beste kiesstelsel voor Nederland.

## Wetsvoorstel Burgerforum kiesstelsel
Het wetsvoorstel ging in december 2020 in consultatie. Het beoogt de kiezer de keuze te bieden om te stemmen op de lijst van een partij of op een afzonderlijke kandidaat, en voor alle verkiezingen verhoging van zowel het aantal benodigde ondersteuningsverklaringen als de waarborgsommen.